# 関根彌二郎
関根 彌二郎（せきね やじろう）は、江戸時代の剣客である。諱は義虎。元は越前松平家の家臣で、越後騒動の関係者のひとり。

## 人物
越後騒動で、小栗美作を殺そうとして果たさず、脱藩し浪人となって江戸に出て、金杉で道場を開いたた。身の丈5尺8寸、腕力が強く、一度に3升飯を食らい、大酒を好み、もろもろの武術に通じ、ことに無敵流の剣術をよくした。終生独身であったという。侠気に富み、その庇護を受けた者はおびたただしい数に上ったという。
本国を出て、江戸へ出る途中、姦党の安藤治左衛門なる者の罪状を責め、これを殺し、自ら処分した立札を書いて立ち去った。後に安藤の甥の清安が敵討ちを企て、深夜、彌二郎の寝首をかこうとしたが、手先が狂って喉と頸骨の間を刺し貫いた。彌二郎ははね起き、清安を投げつけ、左手で自分の首を支え、右手で清安を斬った。負傷の治療を受けた時も泰然自若とし、検視の役人はもちろん医者も驚嘆した。1722年（享保7年）に73歳で死去したとも、1719年（享保4年）に97歳で死去したともいう。